# نمودار جریان فرایند

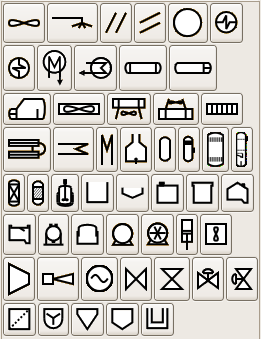
برخی از نمادهای مورد استفاده در نمودار جریان فرایند.

نمودار جریان فرایند (به انگلیسی: Process flow diagram) (به صورت مخفف PFD) روشی جهت نشان دادن قسمت‌های اصلی یک فرایند شیمیایی است. در این روش واحدهای اصلی نشان داده می‌شود و برخی از جزئیات لوله کشی فرایند در نظر گرفته نمی‌شود.